# カルサーダ地区
カルサーダ地区（Distrito de Calzada）は モヨバンバ郡の６つの地区の中の一つ。 カルサーダ は人口の3千586人の小さな町。（2007年度調査）